# Mieczysław Rogalski
Mieczysław Rogalski, Dzierżykray-Rogalski (ur. 23 maja 1888 w Warszawie, zm. 17 maja 1952 w Iwoniczu-Zdroju) – polski prawnik, dyplomata i urzędnik konsularny, poseł do Krajowej Rady Narodowej, poseł w Norwegii i Islandii.

## Życiorys
Był synem Ludwika i Antoniny z Sobolewskich. Po ukończeniu Gimnazjum gen. Pawła Chrzanowskiego w Warszawie (1909) studiował na Uniwersytecie w Liège oraz na Wydziale Dyplomatyczno-Konsularnym Szkoły Nauk Politycznych w Warszawie. Dalszą edukację zdobywał na Wydziale Filozofii Uniwersytetu Jagiellońskiego. Od 1916 pracował jako nauczyciel w Lublinie, później był asystentem na nowo powołanym Uniwersytecie Lubelskim. Członek POW (1914-). W 1919 został zatrudniony w polskiej służbie zagranicznej. Po pertraktacjach polsko-sowieckich w Mińsku mianowano go w 1920 członkiem Mieszanej Komisji RP oraz RFSRR i USRR ds. repatriacji (do 1923). Następnie pełnił obowiązki sekretarza poselstwa RP w Bukareszcie (1928–1930), wicekonsula konsulatu w Olsztynie (1932), konsula i kierownika konsulatu w Kwidzynie (1932-1936) oraz w konsulacie w Ełku (1936–1939).
Podczas II wojny światowej ponownie znalazł się na Lubelszczyźnie. Kilkakrotnie aresztowany i więziony przez Niemców. W 1944 objął funkcję zastępcy kierownika resortu spraw zagranicznych PKWN, a następnie dyrektora Departamentu Konsularnego MSZ; był też posłem Polski Ludowej w Oslo i Reykjavíku (1946–1948). W latach 1945–1947 zasiadał w Krajowej Radzie Narodowej, gdzie był członkiem Komisji Spraw Zagranicznych oraz Komisji Wyznaniowej i Narodowościowej. Od 1948 wykładowca na Uniwersytecie Warszawskim. Należał do Stronnictwa Demokratycznego, w 1944 należał do jego zarządu tymczasowego, następnie do zarządu głównego i tymczasowej rady naczelnej (do 1946).
Uchwałą KRN z 3 stycznia 1945 odznaczony Krzyżem Oficerskim Orderu Odrodzenia Polski.
Spoczywa na cmentarzu Powązkowskim w Warszawie (kwatera 27 wprost, rząd 5, grób 1 i 2).